# Cipla
Cipla (früher The Chemical, Industrial & Pharmaceutical Laboratories) ist ein Pharmazieunternehmen aus Indien mit Unternehmenssitz in Mumbai.

## Geschichte
Cipla wurde 1935 von Khwaja Abdul Hamied (1898–1972) gegründet. Im Zweiten Weltkrieg stellte das Unternehmen Chinin, Emetin und Nikethamid her. Im Jahr 1970 wurde das indische Patentwesen von Indira Gandhi gelockert, was den Aufstieg der indischen Generika-Industrie erst ermöglichte. Nach dem Tod des Vaters übernahm 1972 sein Sohn Yusuf Hamied (* 1936 in Wilna) das Unternehmen. 1991 stellte Cipla sein erstes HIV-Medikament mit dem Wirkstoff Zidovudin (AZT) her. Anfangs hatte das Unternehmen jedoch Schwierigkeiten, einen Käufer dafür zu finden.

## Tätigkeit
Cipla produziert Medikamente aus einer Vielzahl von Wirkstoffgruppen (Antibiotika, Schmerzmittel, Herz-Kreislaufmedikamente, Magen-Darm-Mittel usw.), Tierarzneimittel, Ausgangsstoffe zur Arzneimittelherstellung (Massenware) sowie Pflanzenschutz- und Schädlingsbekämpfungsmittel. Die insgesamt 2.000 Produkte werden für den lokalen und internationalen Markt hergestellt. Bei der Produktion von Arzneimitteln ignoriert Cipla teilweise bestehende Patente der Originalhersteller, jedoch ohne dabei indisches oder internationales Recht zu brechen; rechtliche Grundlage für die Produktion und den Vertrieb patentgeschützter Medikamente ist das TRIPS-Abkommen der WTO.
Cipla ist das drittgrößte Pharmaunternehmen Indiens und der drittgrößte Generikahersteller Südafrikas. Das Unternehmen hat einen besonderen Fokus auf Medikamente gegen Atemwegserkrankungen und ist einer größten Hersteller von Inhalatoren.
Die Arzneistoffe (APIs) werden in Kurkumbh bei Pune, Patalganga bei Kandhar und in Bengaluru hergestellt.:8

## HIV/AIDS-Präparate
International bekannt wurde Cipla durch die Herstellung von preisgünstigen HIV-Medikamenten, deren pharmazeutische Qualität teilweise durch die WHO geprüft und bestätigt ist.
HIV/AIDS wird mit einer Kombinationstherapie aus mindestens drei verschiedenen antiretroviralen Medikamenten behandelt (hochaktive antiretrovirale Therapie, HAART).
Cipla erfand die sogenannten Fixed-Dose-Combinations, bei denen in einer Tablette Kombinationen aus zwei oder drei antiretroviralen Wirkstoffen (z. B. Lamivudin, Stavudin und Nevirapin = Triomune) enthalten sind. Solche Kombinationspräparate waren während der 1990er von den Originalherstellern nicht verfügbar, weil die Wirkstoffe von verschiedenen Unternehmen hergestellt wurden.
Mit den HIV-Medikamenten von Cipla konnten die Kosten für eine Standardkombination zur HIV-Behandlung auf etwa 100 Dollar im Jahr reduziert werden.